# Voatamalo
Voatamalo es un género de plantas perteneciente a la familia Picrodendraceae. Comprende dos especies originarias de Madagascar.

## EspeciesdeVoatamalo
- Voatamalo capuronii Bosser, Adansonia, n.s., 15: 339 (1975 publ. 1976).
- Voatamalo eugenioides Capuron ex Bosser, Adansonia, n.s., 15: 337 (1975 publ. 1976).